# Tchê Garotos
Tchê Garotos é um grupo iniciado em 1995,[carece de fontes?] na cidade de Porto Alegre, no Rio Grande do Sul. É um dos pioneiros do movimento tchê music, um estilo de vanerão com muita percussão e swing.
A banda é formada por Luiz Cláudio (vocal), Markynhos Ulyian (acordeon) e (vocal), Sagüi (bateria), Léo Bruni (baixo) e (vocal), Cristiano Cubas (guitarra) e (vocal), Bruno Bubniak (contrabaixo), (violão) e (vocal) e Guilherme Beviláqua (acordeon) e (vocal).

## Ex-Integrantes
• Sandro Coelho (voz solo e guitarra)
• Fernandinho (voz solo e violão)
• João Matos "Jhones" (baixo e vocal)
• Nielsen Santos (gaita-ponto e percussão)
• Neguinho Gil (percussão)
• Bereu Gomes (teclados, acordeon e vocal)
• Mateus Menin (voz solo e vocal)
• Cris (voz solo e vocal)
• Edinho (voz solo e vocal)
• Wellington Bonfim (teclados)
• Vinny Leitte (guitarra e vocal)
• Maikel Fernando (voz solo e vocal)
• Tarcísio Godinho (acordeon e vocal)
• Adilson Machado (acordeon e vocal)
• Alysson Ribeiro (bateria)

## Discografia
Álbuns de Estúdio
• 1996 - Novo Rumo (Raízes)
• 1997 - Bandeira do Rio Grande (Acit)
• 1998 - Só Coisa Boa (Acit)
• 2000 - Geração 2000 (Acit)
• 2002 - O Som do Povo (Acit)
• 2004 - A Gang da Vanera (Acit)
• 2005 - ...Na Veia (Acit)
• 2006 - Presente de Natal (Acit)
• 2007 - Atitude (Som Livre)
• 2009 - Luau Sertanejo (Som Livre)
• 2012 - Do Jeito Que o Povo Gosta (Som Livre)
• 2016 - #BailãodoTchêGarotos (Som Livre)

Álbuns Ao Vivo e DVD'S
• 2001 - Ao Vivo (Acit)
• 2006 - Ao Vivo...e Bem Vivo! (Acit)
• 2008 - Tchê Garotos do Brasil - Ao Vivo (Som Livre)
• 2014 - Ao Vivo em Curitiba (Som Livre)

Coletâneas
• 2003 - Os 16 Grandes Sucessos de Tchê Garotos (Acit)
• 2005 - Série Duplo Pra Você (Acit)
• 2007 - O Melhor de Tchê Garotos (Acit)
• 2011 - Essencial (Som Livre)
• 2018 - Coletânea de Sucessos (Independente)

## Prêmios e indicações

### Prêmio Açorianos
| Ano  | Categoria                | Indicação              | Resultado |
| ---- | ------------------------ | ---------------------- | --------- |
| 2000 | Grupo de Música Regional | Tchê Garotos           | Indicado  |
| 2005 | Melhor DVD               | Ao Vivo e... Bem Vivo! | Indicado  |